# Adolphe Sax

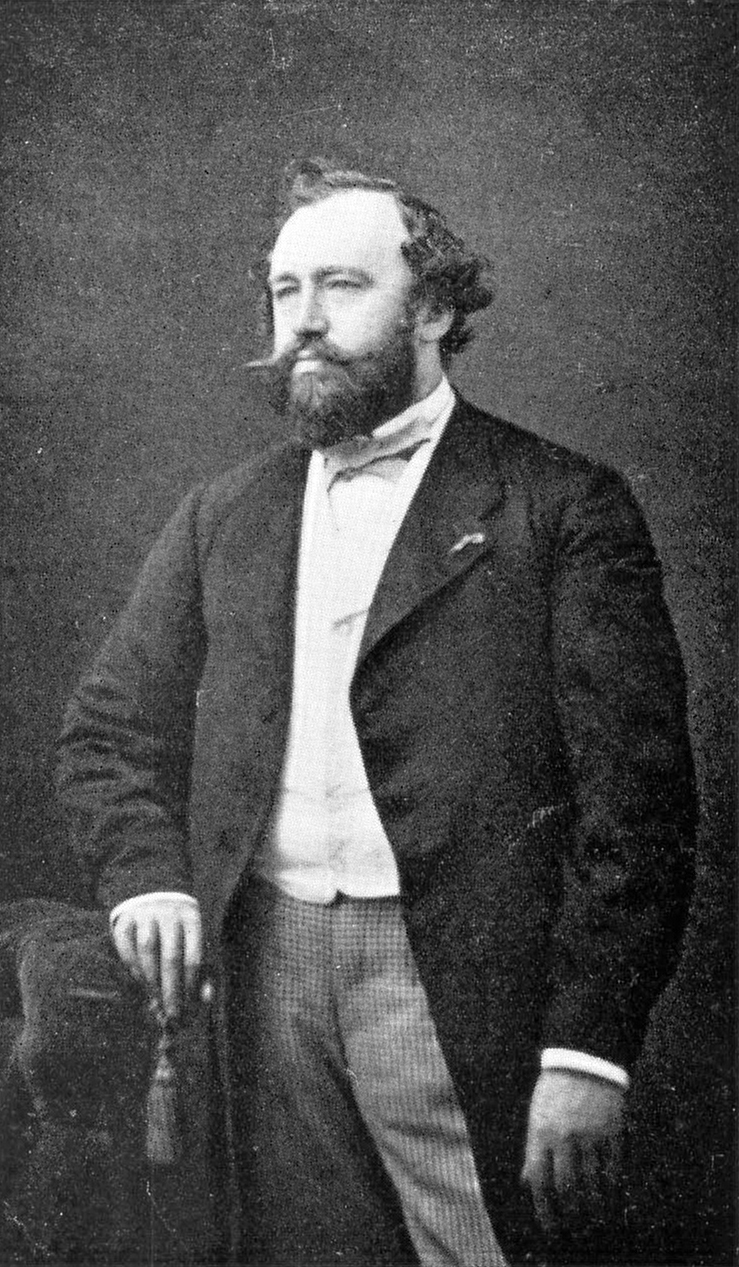
Adolphe Sax

Adolphe Sax, eigentlich Antoine Joseph Sax, (* 6. November 1814 in Dinant; † 7. Februar 1894 in Paris) war ein belgischer Erfinder, Instrumentenbauer und Musiker; er war der Entwickler der Saxhörner und des Saxophons.

## Biografie
Adolphe Sax war das Älteste von elf Kindern. Familie Sax zog 1835 nach Brüssel, wo der Vater Charles Joseph Sax, ein Kunsttischler, eine Instrumentenbauwerkstatt eröffnete. Adolphe besuchte das Brüsseler Konservatorium und studierte dort Flöte, Klarinette, Gesang und Harmonie. Seine erste selbstständige Arbeit als Instrumentenbauer in der Werkstatt seines Vaters war die Vervollkommnung von Klarinette und Bassklarinette (Patent 1838).
Ohne Mittel (sein Vater verbrauchte viel Geld durch seine Experimente und wurde mehrmals von der Regierung unterstützt) begab er sich 1842 nach Paris; als einzige Empfehlung nahm er ein Exemplar eines von ihm entwickelten völlig neuen Instruments, des (Sopran)-Saxophons, mit und erregte bald die Aufmerksamkeit verschiedener Persönlichkeiten des Pariser Musiklebens (Fromental Halévy, Daniel-François-Esprit Auber etc.). Namentlich fand er in Hector Berlioz einen tatkräftigen Helfer, dem sich auch bald Sponsoren anschlossen.
Sax baute nun das Saxophon in acht verschiedenen Größen (Sopranino, Sopran, Alt, Tenor, Bariton, Bass, Kontrabass, Subkontrabass). Seine Erfahrungen, besonders die seines Vaters bezüglich der besten Resonanz der Röhren, übertrug er sodann auf die Konstruktion der Trompeten, Hörner, Tuben etc. und gab diesen in ihrer neuen Gestalt die Namen Saxtromba, Saxhorn, Saxtuba etc., die als „Familie der Saxhörner“ bekannt wurden. Auch baute er im Auftrage Giuseppe Verdis mehrere Aida-Trompeten.
Am 21. März 1846 erhielt Sax in Frankreich ein Patent und gelangte so schnell zu großer Berühmtheit; seine Instrumente wurden besonders in der französischen Militärmusik eingeführt. Die Originalität seiner Verbesserungen wurden von neidischen Konkurrenten, denen er den Rang ablief, vielfach angefochten; doch fielen die gerichtlichen Entscheidungen immer zugunsten von Sax aus. Seine Werkstatt mit zeitweilig 100 Mitarbeitern soll über 20.000 Instrumente gebaut haben. Ein dauerhafter wirtschaftlicher Erfolg war Adolphe Sax hingegen nicht vergönnt: Er musste mehrfach Konkurs anmelden und starb verarmt.
Sax wurde 1857 Saxophon-Lehrer am Pariser Konservatorium (diese Stelle wurde 1871 aus Geldmangel eingestellt und erst 1942 wieder von Marcel Mule neu besetzt). Er gab außerdem eine Schule für das Saxophon-Spiel und die von ihm erbauten Instrumente heraus. Ab 1858 war Sax Direktor des Bühnenorchesters der Pariser Oper.
Er war Ritter im Orden der Eichenkrone.
Sax wurde 1842 in die Freimaurer-Loge Les Vrais Amis de l’Union aufgenommen. In Anerkennung seiner Errungenschaften wurde nach ihm der Asteroid (3534) Sax benannt.
Sein Grab befindet sich auf dem Cimetière de Montmartre in Paris.

## Rezeption in Literatur und Theater
2005 entstand die Kinderkonzertrevue „Die Abenteuer des Monsieur Sax“, gemeinsam entwickelt vom Kölner Schauspieler Martin Heim und dem Pindakaas Saxophon Quartett, die Regie führte Thomas Philipzen. Das Stück erzählt kindgerecht die Lebensgeschichte von Adolphe Sax sowie die Erfindung der Saxophonfamilie. 2007 sendete der Westdeutsche Rundfunk Köln eine Hörspielfassung des Stückes live, 2008 wurde die Kinderhörspiel-CD „Die Abenteuer des Monsieur Sax“ veröffentlicht. Diese erhielt eine lobende Erwähnung der Jury beim Deutschen Kinderhörspielpreis im Rahmen der ARD Hörspieltage 2008.
Außerdem wurden Sax und mehrere das Instrument spielende Personen auf der 1995 ausgegebenen Banknote zu 200 belgischen Franc dargestellt.

## Markenrechte Adolphe Sax & Cie
Der Belgier Karel Goetghebeur kaufte die Rechte an dem Namen „Adolphe Sax & Cie“ und versucht seit 2012, die untergegangene Marke wieder zu beleben.

## Hörfunk
- 200. Geburtstag Adolphe Sax – Saxophonerfinder (Memento vom 5. April 2015 im Internet Archive), 3:49 Min, von Bettina Meier, ARD Hörfunk, Studio Brüssel, Hessischer Rundfunk, 5. November 2014.
- Wer erfand das Saxophon? Biografie des Adolphe Sax. Ein Podcastbeitrag des Radiosenders NDR Info aus der Reihe Welt Wissen vom 23. Juni 2011.
- Die Erfindung des Saxophons – Aufstieg und Fall des Adolphe Sax Ein Podcast des Geschichte Podcast Geschichte.fm  vom 15. Juni 2022.

## Dokumentarfilm
- The Devil's Horn – Die dunkle Seite des Saxophons. (OT: The Devil's Horn – The History and the Curse of the Saxophone.) Dokumentarfilm, Kanada, 2016, 81:08 Min., Buch: David Mortin, Michael Segell, David New, Regie: Larry Weinstein, Produktion: arte, ZDF, deutsche Erstsendung: 28. August 2016 bei arte, Inhaltsangabe von ARD, u. a. mit Jimmy Heath, Albert „Tootie“ Heath, Yuri Yunakov, Giuseppi Logan, Colin Stetson, François Louis (Saxophonblatthersteller).